# Sainte-Innocence
Sainte-Innocence là một xã, nằm ở tỉnh Dordogne vùng Aquitaine của Pháp. Xã này có diện tích 7,2 kilômét vuông, dân số năm 2005 là 103 người. Xã nằm ở khu vực có độ cao trung bình 127 m trên mực nước biển.

## Thông tin nhân khẩu
| Năm    | 1962 | 1968 | 1975 | 1982 | 1990 | 1999 | 2005 |
| ------ | ---- | ---- | ---- | ---- | ---- | ---- | ---- |
| Dân số | 150  | 138  | 108  | 107  | 100  | 105  | 103  |